# Lusotropikalismus

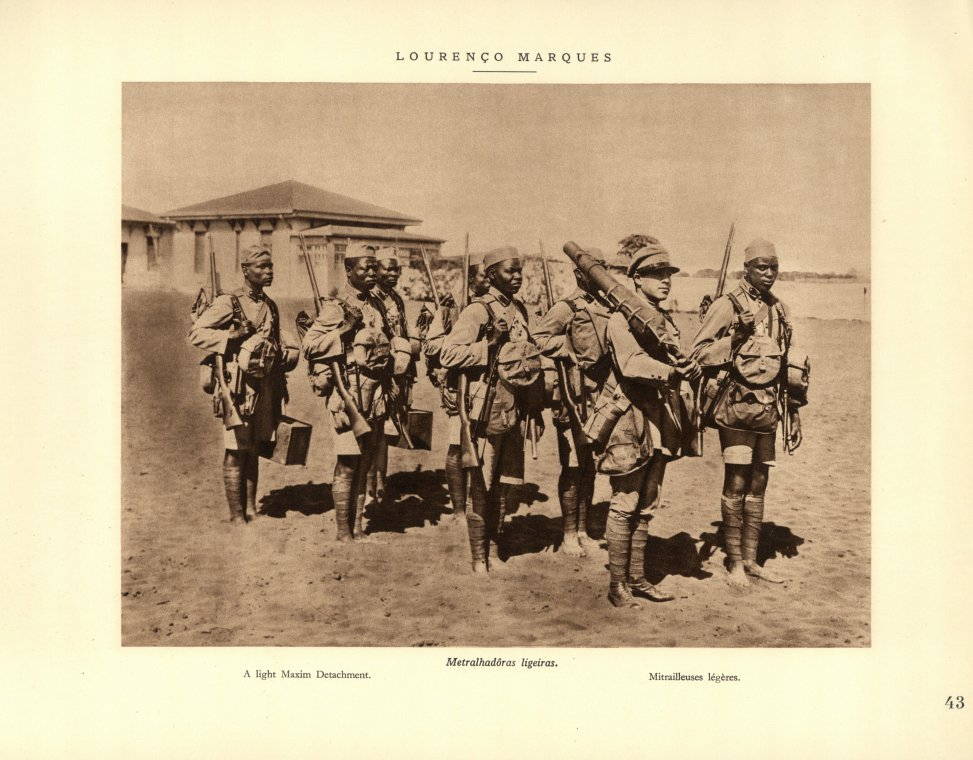
Lehký kulometný oddíl portugalské armády v dnešním Maputu

Lusotropikalismus (portugalsky lusotropicalismo) je ideologický koncept, podle kterého byl portugalský kolonialismus ve srovnání s jinými evropskými kolonialismy humánnější a přizpůsobivější. Jako první jej popsal brazilský sociolog Gilberto Freyre.
Podle tohoto konceptu vlivem teplejšího portugalského podnebí, historicky smíšeného osídlení Portugalska (Keltové, Římané, Vizigóti, Arabové a další) a raného započetí procesu kolonizace byli Portugalci vstřícnější ke kolonizovaným národům a míšení s nimi. Gilberto Freyre uváděl jako příklad mezirasové vztahy v Brazílii, kde ve vztahu k jiným srovnatelným zemím v té době (například Spojeným státům) existovaly menší předsudky a překážky ve vztazích mezi rasami. Lusotropikalismus též sloužil k ideologickému odůvodnění existence portugalské koloniální říše s tím, že Portugalsko bylo od 15. století vícekulturní, vícerasovou a vícekontinentální zemí, ztráta jejíchž jednotlivých částí by znamenala z geopolitického pohledu konec skutečně nezávislého Portugalska.